# شهرك زايندة رود
شهرك زايندة رود هي قرية في مقاطعة أصفهان، إيران. عدد سكان هذه القرية هو 957 في سنة 2006.